# 가마다 쇼헤이
가마다 쇼헤이(일본어: 鎌田 祥平, 1980년 5월 11일 ~ )는 일본의 전 축구 선수이다.

## 구단 경력
과거 도쿠시마 보르티스에서 활동하였다.